# Adelaide Avalanche
Adelaide Avalanche war ein semi-professioneller australischer Eishockeyclub aus Adelaide, der von 2000 bis 2008 in der Australian Ice Hockey League spielte.

## Geschichte
Im Jahr 2000 gehörte Adelaide Avalanche zusammen mit den Sydney Bears und den Canberra Knights zu den drei Gründungsmitgliedern der Australian Ice Hockey League und gewannen auf Anhieb den Goodall Cup, den der australische Meister erhält. Dies blieb jedoch der einzige Titel in der achtjährigen Clubgeschichte. Insgesamt sechs Mal gewann Adelaide den V.I.P. Cup als bestes Team der regulären Saison. Für die Avalanche spielten zahlreiche ausländische Eishockeyspieler, so wie u. a. die beiden kanadischen Ex-NHL-Spieler Steve McKenna und Mel Angelstad.
Der Club wurde im Juni 2008 aufgelöst, nachdem er in finanzielle Schwierigkeiten geriet. Im Juli 2008 erhielten die neugegründeten Adelaide A's den Startplatz der Avalanche in der Australian Ice Hockey League und spielten die Saison nach dem Spielplan der Avalanche zu Ende so wie mit deren bereits gewerteten Ergebnissen. Am Saisonende wurden die A's Sechster und änderten ihren Namen in Adelaide Adrenaline um sich deutlich von den Avalanche abzugrenzen.

## Erfolge
- Goodall Cup 2000
- V.I.P. Cup 2007

## Stadion
Die Heimspiele von Adelaide Avalanche wurden in der Ice Arena in Adelaide ausgetragen.

## Bekannte ehemalige Spieler
- Steve McKenna
- Mel Angelstad